# Wiesław Strzałkowski
Wiesław Strzałkowski (ur. 12 czerwca 1909 w Kijowie, zm. 21 września 1988 w Londynie) – polski prawnik, filozof, poeta, nauczyciel akademicki, minister w rządach emigracyjnych.

## Życiorys
W 1929 ukończył Gimnazjum im. Jana Zamoyskiego w Warszawie, w 1934 studia prawnicze, w 1937 studia prawnicze na Uniwersytecie Warszawskim. W latach 1937–1939 studiował na Sorbonie. Po wybuchu II wojny światowej był w latach 1939–1940 redaktorem ukazującego się w Paryżu pisma „Polak we Francji” i równocześnie sekretarzem Władysława Sikorskiego. 
Po zakończeniu kampanii francuskiej przedostał się przez Hiszpanię i Portugalię do Wielkiej Brytanii. Służył w 2. kompanii Batalionie Strzelców Podhalańskich, w stopniu strzelca. 15 kwietnia 1942 został przeniesiony do Komendy Uzupełnień Nr 1 z równpczesnym skierowaniem do domu inwalidów w Eliock Haus, jako urlopowanego do czasu zwolnienia z wojska. W tym samym roku został zwolniony z wojska z powodu słabego zdrowia.
Pracował krótko w ministerstwie informacji i dokumentacji. W latach 1943–1947 studiował na Uniwersytecie Oksfordzkim, tam w 1947 obronił pracę doktorską Rola doświadczenia kinestetycznego w postrzeganiu i myśleniu. W latach 1951–1965 był z krótkimi przerwami związany z Polskim Uniwersytetem Na Obczyźnie, gdzie wykładał filozofię i psychologię, a w 1962 habilitował się. Od 1965 do 1967 pracował w USA, w Lewis College w Lockport i Iona College w New Rochelle.
W latach 1970–1972 był ministrem wyznań religijnych, oświaty i kultury w rządzie Zygmunta Muchniewskiego, w latach 1972–1973 ministrem wyznań religijnych, oświaty i kultury w pierwszym rządzie Alfreda Urbańskiego, w latach 1973–1976 ministrem informacji i dokumentacji w drugim rządzie Alfreda Urbańskiego. Podpisał list pisarzy polskich na Obczyźnie, solidaryzujących się z sygnatariuszami protestu przeciwko zmianom w Konstytucji Polskiej Rzeczypospolitej Ludowej (List 59). 
Został odznaczony przez Prezydenta RP na Uchodźstwie Krzyżem Oficerskim (1969) i Komandorskim Orderu Odrodzenia Polski.
Był członkiem Polskiego Towarzystwa Naukowego na Obczyźnie (sekretarzem komisji filozoficzno-filologicznej w latach 1962–1965, członkiem zarządu kadencji 1978/1979, członkiem komisji rewizyjnej w latach 1981–1985), Związku Pisarzy Polskich na Obczyźnie, Aristotelian Society, Royal Institute of Philosophy.

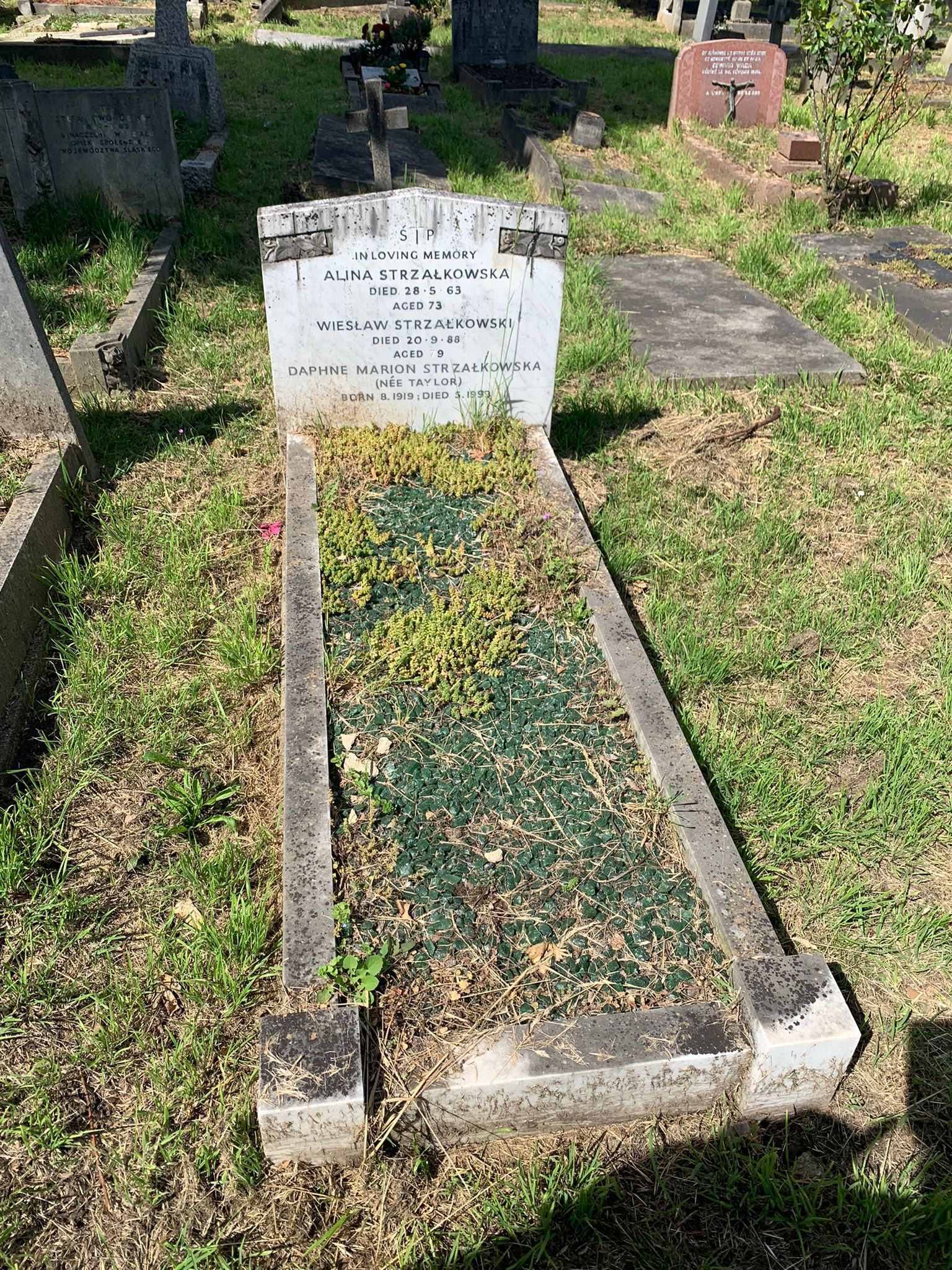
Grób Wiesława Strzałkowskiego

Pochowany na North Sheen Cemetery w Londynie (DG nr 94).

## Twórczość

### Literatura piękna
- Pożegnanie szkoły (1929) – poezje
- Poezje (1933)
- Pieśń żałobna o Józefie Piłsudskim (1935)
- Wyjazd na połów (1937) – poezje
- W obozie w Szkocji (1942) – poezje
- Dwie siostry (1943) – opowiadania
- Dom Luis i inne opowiadania (1968)
- Wiersze dla przyjaciół (1974)
- Przed świtem. Wierszy zeszyt drugi (1975)
- Awakening (1977) - poezje w języku angielskim
- Ich dwoje. Opowiadanie (1978)
- Polska wiosna. Wybór wierszy (1981)
- Dzieciństwo (1984) – poemat
- Gdy pracowałem przy generale Sikorskim (1984) – wspomnienia
- Moi profesorowie (1984) – wspomnienia
- 10 opowieści (1984)
- Ludzie i idee. Od Platona po czasy współczesne. Wybór esejów (1985)
- De profundis clamavi (1988) – poezje

### Prace naukowe i popularnonaukowe
- Kasprowicz (1942)
- Współczesne kierunki psychologiczne (1952)
- The active character of thinking (1982)
- The theories of knowledge and of science in Polish positivism (1983)
- Władysław Tatarkiewicz jako historyk kultury (1987)
- Podstawy filozofii Descartes’a (1988)